# شامشر سینگ
شامشر سینگ (انگلیسی: Shamsher Singh؛ زادهٔ ۲۹ ژوئیهٔ ۱۹۹۷) بازیکن هاکی روی چمن است.